# Paul Noël Lasseran
Paul Noël Lasseran né le 7 octobre 1868 à Lectoure et mort le 17 février 1933 à Saint-Sauvy est un peintre, décorateur et poète français.

## Biographie

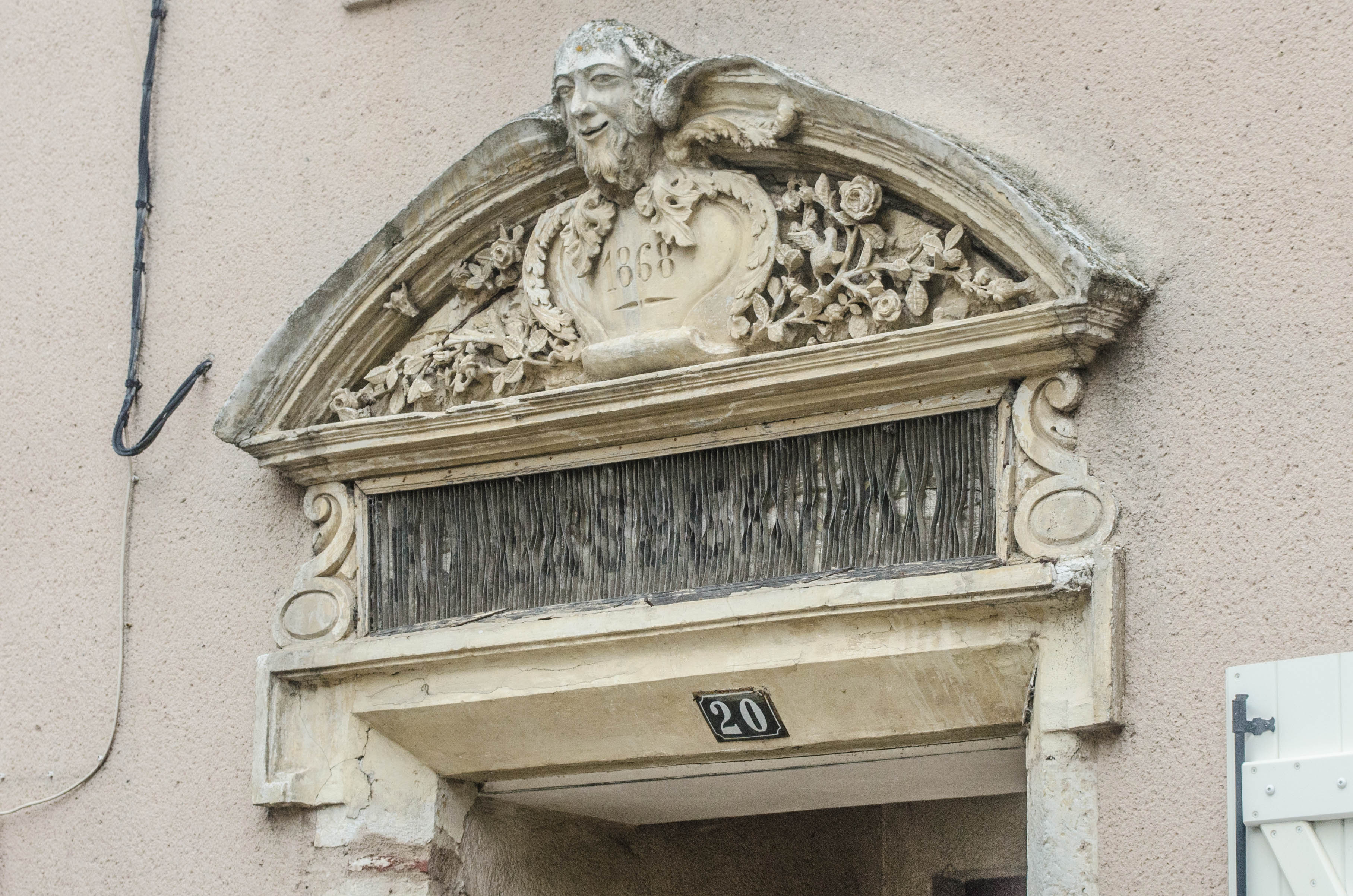
Porte de la maison de la famille Lasseran à Lectoure.

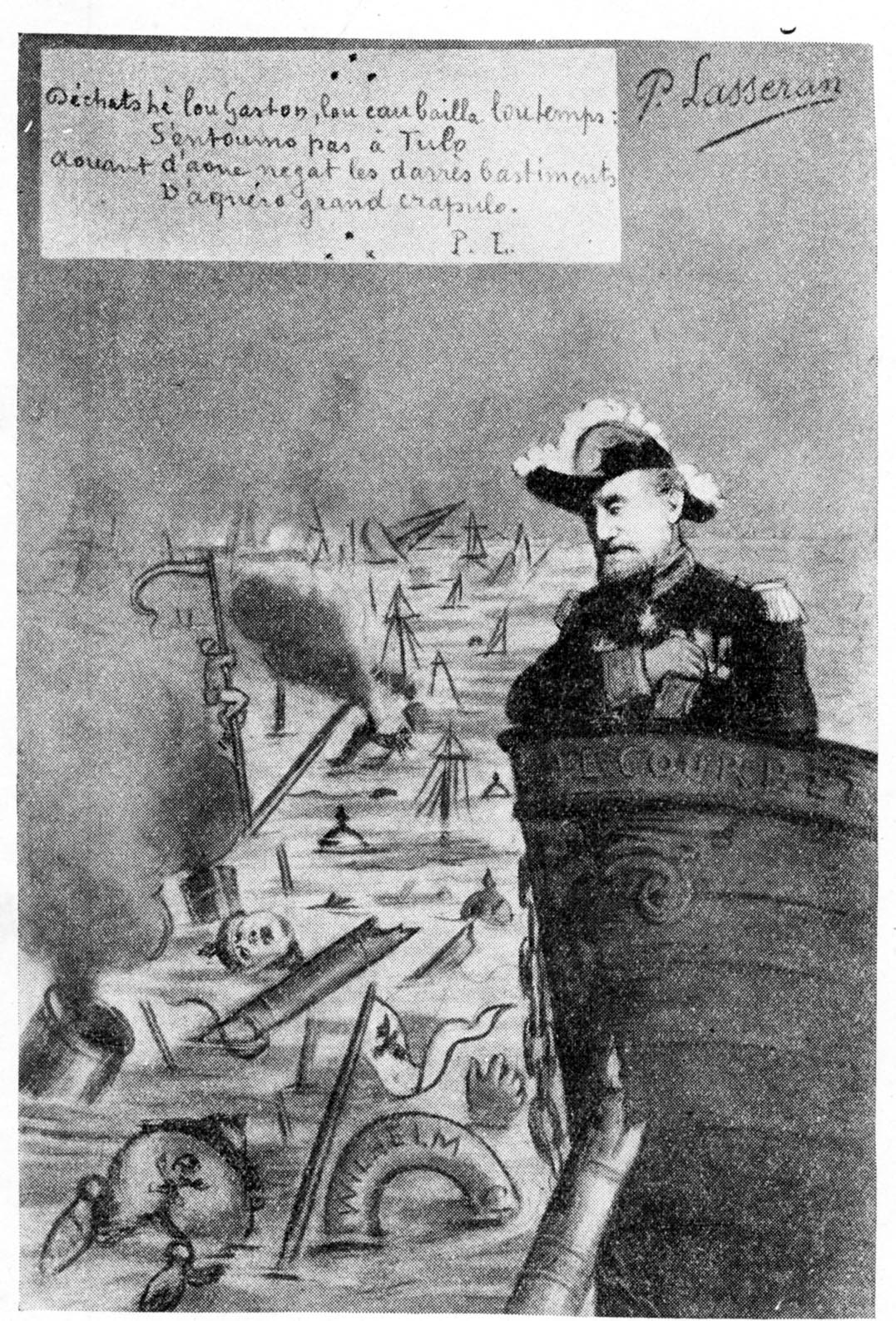
Paul Noël Lasseran, L'Amiral Auguste Boué de Lapeyrère, illustration de frontispice de La taverne pendant la guerre, 1915. Le quatrain en gascon dit : Laissons faire le Gaston, il faut lui laisser le temps / Il ne revient pas à Tulle (propriété de l'amiral à Lectoure) / Avant d'avoir noyé les derniers bâtiments / De cette grande crapule.

Paul Noël Lasseran est né dans une famille d’artistes, son père Prosper est un sculpteur et peintre mais faisant preuve d’humour et d’originalité. Marié en 1863 au Saint-Puy avec Joséphine Courtès, ils ont une fille, Noélie, vers 1865, puis Paul Noël en 1868, enfin Raphaël en 1870. Après sa mort prématurée, sa famille quitte la maison et s’installe rue Barbacane.
Le frère de Paul Noël, Raphaël, de deux ans son cadet, est son assistant technique dans ses travaux, s'occupant de dresser les échafaudages, de préparer les fonds pour ses peintures, etc.
Après avoir servi dans les zouaves en Afrique et travaillé comme peintre en bâtiment, les deux frères Lasseran sont aussi les piliers de la Taverne du Bastion, baraquements en planches que Paul Noël décore de peintures et d’un fronton de fantaisie, œuvres disparues lors de la reconstruction de la taverne dans les années 1960.
Paul Lasseran a suivi des études artistiques. Il n’a jamais obtenu un prix de Rome, contrairement à ce qui est souvent indiqué[Par qui ?], mais il a travaillé en Italie avant de revenir dans sa ville natale. Son activité artistique est essentiellement religieuse, il décore et restaure de nombreuses églises du département du Gers, parmi lesquelles celles de Goutz (Les quatre Évangélistes, La Justice et la Paix s'embrassant), de Castet-Arrouy, où il déploie un bestiaire fantastique d'une grande fraîcheur. Sa dernière réalisation est l'église de Masseube, en 1932-1933, que sa mort survenue le 17 février l'empêche d'achever.
Si ses qualités de peintre ne dépassent pas l'académisme propre à son temps, Paul Lasseran est le type du peintre intégré à la vie de la cité. Il restaure les peintures du plafond de la chapelle du Carmel de Lectoure (1684), il décore le petit théâtre municipal et réalise des bannières pour les fêtes religieuses et civiles, des arcs de triomphe en trompe-l'œil pour accueillir des personnalités, des monuments de bois et de carton, des invitations, des cartes publicitaires, etc. Le fait d'être un peintre religieux ne lui interdit pas les plaisirs de la convivialité : il est avec son frère un des habitués de la taverne du Bastion. Il rédige d’ailleurs en vers, en français mêlé de gascon, une chronique héroï-comique, La Taverne pendant la guerre, faisant suivre son nom de la mention « artiste peintre surtout », où se retrouvent les figures de nombre de ses compatriotes, tout au long des années 1914 et 1915.
Fervent chrétien et membre de la Ligue du Gers de l'Action française, il meurt en février 1933, chez son fils, curé de St Sauvy.

## Œuvres

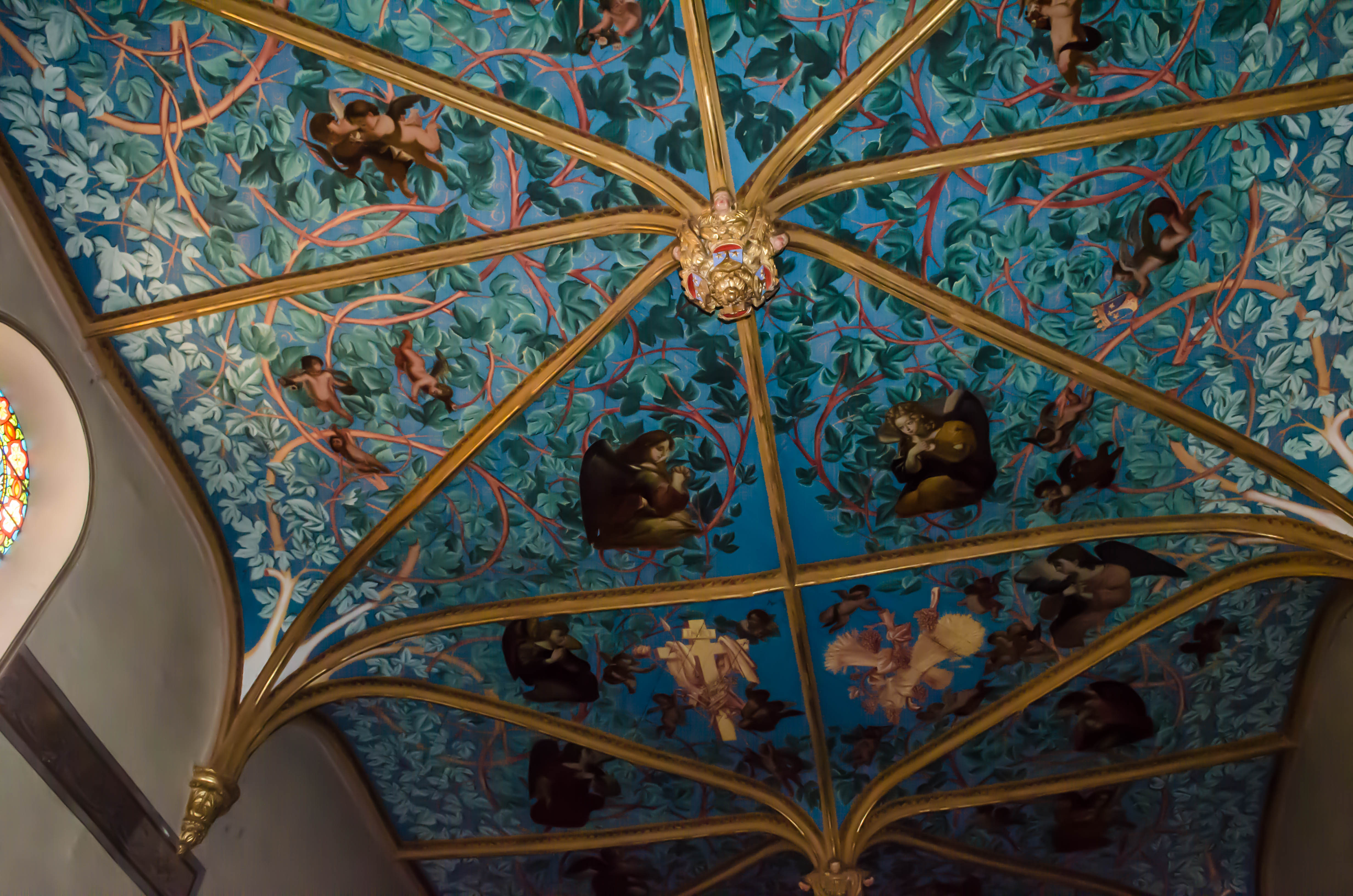
Plafond de la chapelle des Carmélites, Lectoure.

- Chapelle des Carmélites, Lectoure, restauration du décor du plafond, 1889.
- Château des Clarinettes, Lectoure, 2 oculi, 1895.
- Église paroissiale Saint-Jean-Baptiste de Goutz (Gers), peintures murales, 1901-1903.
- Église Sainte-Blandine, Castet-Arrouy, peintures murales du chœur, 1901.
- Église de Saint-Pierre-d'Aubézies[5].
- Hôtel Doazan, Lectoure : décor de plafond, 1920[6].
- Chapelle Sainte-Thérèse, Luc-la-Primaube[7].
- Église Saint-Christophe, Masseube, peintures murales, 1932-1933.
- Chapelle des Carmélites, Memento Auch Espace départemental d'Art contemporain, Auch, plafond de la chapelle, 1898,
- Église Saint-Vincent de Gourdan, années 1920.
- Église Saint-Laurent de Saint-Laurent-de-Neste, années 1921[8].
- Église paroissiale de Bassoues, Gers, “Mort de Saint Fris, 24 juin 732”, 1925-1926.